# Pygostolus sonorensis
Pygostolus sonorensis är en stekelart som beskrevs av Cameron 1887. Pygostolus sonorensis ingår i släktet Pygostolus och familjen bracksteklar. Inga underarter finns listade i Catalogue of Life.